# Le Petit Garçon (roman)
Pour les articles homonymes, voir Le Petit Garçon.
Le Petit Garçon est un livre autobiographique de Philippe Labro, paru en 1990 et publié par les éditions Gallimard dans la Collection blanche. Le roman est réédité en format poche dans la collection Folio en 1992. Il en a été tiré un film du même titre, Le Petit Garçon, en 1995.

## Résumé
Durant la seconde guerre mondiale, dans un petit village du sud de la France situé en zone libre, un enfant voit transiter dans le château familial des réfugiés que son père aide à échapper à la déportation. Les choses se gâtent lorsque la zone libre est occupée, et que la maison doit héberger des militaires allemands...

## Anecdotes
Le livre est basé sur des éléments autobiographiques, Philippe Labro ayant vécu à Montauban jusqu'à l'âge de 12 ans. Il se situe, dans la chronologie interne de l'œuvre de l'auteur, avant le roman Quinze ans.

## Adaptation au cinéma
Le roman a été adapté au cinéma : le film Le Petit Garçon, réalisé par Pierre Granier-Deferre, est sorti en salles en 1995,